# Skyler Gisondo
Skyler Gisondo (Palm Beach; 22 de julio de 1996) es un actor estadounidense.

## Trayectoria profesional
Skyler Gisondo comenzó su carrera actoral a una edad temprana, participando en comerciales y series de televisión infantiles a principios de los años 2000. Uno de sus primeros papeles destacados fue en la serie "ER" (Urgencias), donde hizo apariciones esporádicas. A lo largo de su adolescencia, fue ganando reconocimiento con papeles secundarios en series como Everybody Loves Raymond, Cold Case y CSI: Crime Scene Investigation.
Su popularidad aumentó gracias a su papel como Bryan Pearson en la comedia de FOX The Bill Engvall Show (2007–2009), lo que le permitió consolidarse como joven actor en la televisión estadounidense. Posteriormente, tuvo participaciones recurrentes en series como Psych (donde interpretó a un joven Shawn Spencer) y House of Lies.
En el ámbito cinematográfico, Gisondo es conocido por su papel como Howard Stacy en The Amazing Spider-Man (2012) y su secuela The Amazing Spider-Man 2 (2014). Sin embargo, alcanzó mayor notoriedad al interpretar a James Griswold, el hijo de Ed Helms y Christina Applegate, en la comedia Vacation (2015), una secuela de la franquicia National Lampoon’s Vacation.
Ha participado en otras películas como Night at the Museum: Secret of the Tomb (2014), Hard Sell (2016) y The Cat and the Moon (2019), demostrando versatilidad en géneros que van desde la comedia hasta el drama independiente.
Uno de sus papeles más celebrados ha sido el de Eric Bemis en la serie de Netflix Santa Clarita Diet (2017–2019), donde actuó junto a Drew Barrymore y Timothy Olyphant. Su interpretación del personaje geek y entrañable fue bien recibida tanto por la crítica como por el público.
Desde 2020, Gisondo ha ganado aún más reconocimiento por su papel de Gideon Gemstone en la serie de HBO The Righteous Gemstones, una comedia negra creada por Danny McBride, que ha sido aclamada por la crítica.

## Filmografía

### Cine
| Año  | Título                                  | Papel             | Notas | Ref.   |
| ---- | --------------------------------------- | ----------------- | ----- | ------ |
| 2006 | Jam                                     | Robert            |       |        |
| 2006 | Air Buddies                             | B-Dawg            | Voz   | [ 4 ]  |
| 2007 | Halloween                               | Tommy Doyle       |       | [ 5 ]  |
| 2007 | Walk Hard: The Dewey Cox Story          | Dewdrop           |       | [ 6 ]  |
| 2008 | Snow Buddies                            | B-Dawg            | Voz   | [ 7 ]  |
| 2008 | Four Christmases                        | Connor McVie      |       | [ 8 ]  |
| 2009 | Space Buddies                           | B-Dawg            | Voz   | [ 9 ]  |
| 2009 | Santa Buddies                           | B-Dawg            | Voz   | [ 9 ]  |
| 2011 | Spooky Buddies                          | B-Dawg            | Voz   | [ 10 ] |
| 2012 | Treasure Buddies                        | B-Dawg            | Voz   | [ 11 ] |
| 2012 | The Three Stooges                       | Moe               |       | [ 12 ] |
| 2012 | The Amazing Spider-Man                  | Howard Stacy      |       |        |
| 2014 | The Amazing Spider-Man 2                | Howard Stacy      |       |        |
| 2014 | Night at the Museum: Secret of the Tomb | Nick Daley        |       | [ 13 ] |
| 2015 | Vacation                                | James Griswold    |       | [ 14 ] |
| 2016 | Hard Sell                               | Hardy Buchanan    |       | [ 15 ] |
| 2017 | Class Rank                              | Bernard Flannigan |       | [ 16 ] |
| 2018 | The Godmother                           | Chaz              |       |        |
| 2018 | The Cat and the Moon                    | Seamus            |       | [ 17 ] |
| 2018 | Time Freak                              | Evan              |       | [ 18 ] |
| 2018 | Feast of the Seven Fishes               | Tony              |       | [ 19 ] |
| 2019 | Booksmart                               | Jared             |       |        |
| 2020 | The Binge                               | Griffin           |       | [ 20 ] |
| 2020 | El dilema de las redes sociales         | Ben               |       | [ 21 ] |
| 2021 | Licorice Pizza                          | Lance Brannigan   |       | [ 22 ] |
| 2021 | The Starling                            | Dickie            |       | [ 23 ] |
| 2022 | The Resort                              | Sam Knowlston     |       | [ 24 ] |
| 2025 | Superman                                | Jimmy Olsen       |       | [ 25 ] |

### Series
| Año         | Título                                   | Papel                      | Notas          | Ref.   |
| ----------- | ---------------------------------------- | -------------------------- | -------------- | ------ |
| 2003        | Miss Match                               | Jeffrey                    | 1 episodio     | [ 26 ] |
| 2005        | Huff                                     | Jackson Coleman            | 1 episodio     |        |
| 2005        | Everybody Loves Raymond                  | Chris                      | 1 episodio     |        |
| 2005        | What I Like About You                    | Ryan                       | 1 episodio     |        |
| 2005        | Monk                                     | Kyle                       | 1 episodio     |        |
| 2005        | Cold Case                                | Ned Burton (1972)          | 1 episodio     |        |
| 2005        | Strong Medicine                          | Tommy Nauls                | 1 episodio     |        |
| 2006        | Criminal Minds                           | Chico                      | 1 episodio     |        |
| 2006        | House M.D.                               | Clancy Green               | 1 episodio     |        |
| 2006        | ER                                       | Timmy Jankowski            | 1 episodio     |        |
| 2006        | Drake & Josh                             | Tyler                      | 1 episodio     |        |
| 2007        | CSI: Crime Scene Investigation           | Danny Curtis               | 1 episodio     |        |
| 2008        | Terminator: The Sarah Connor Chronicles  | Kyle Reese                 | 1 episodio     |        |
| 2008        | My Name Is Earl                          | Gerald                     | 1 episodio     |        |
| 2008; 2009  | American Dad!                            | Matty Moyer                | 2 episodios    |        |
| 2009        | CSI: NY                                  | Jake Kaplan                | 1 episodio     |        |
| 2009        | The Bill Engvall Show                    | Bryan Pearson              | 31 episodios   | [ 27 ] |
| 2009; 2010  | Eastwick                                 | Gene Friesen               | 1 episodio     |        |
| 2010–2012   | Psych                                    | Sam                        | 10 episodios   | [ 28 ] |
| 2013        | Once Upon a Time                         | Devin                      | 1 episodio     |        |
| 2017–2019   | Santa Clarita Diet                       | Eric Bemis                 | Rol recurrente | [ 29 ] |
| 2017        | Wet Hot American Summer: Ten Years Later | Jeremy "Deegs" Deegenstein | 3 episodios    | [ 30 ] |
| 2019 - 2025 | The Righteous Gemstones                  | Gideon Gemstone            | Rol recurrente |        |
| 2021-2022   | Fairfax                                  | Dale                       | Rol recurrente | [ 31 ] |

### Videojuegos
| Año  | Título     | Papel | Notas        |
| ---- | ---------- | ----- | ------------ |
| 2022 | The Quarry | Max   | Voz e imagen |